# Platambus striatus
Platambus striatus är en skalbaggsart som först beskrevs av Zeng och Pu 1992.  Platambus striatus ingår i släktet Platambus och familjen dykare. Inga underarter finns listade i Catalogue of Life.